# Parlamentsvalget i Portugal 2005
Parlamentsvalget i Portugal 2005 blev afholdt den 20. februar 2005.
Valgdeltagelsen var den største siden valget i 1995, 64.3% af de stemmeberettigede afgav deres stemme.

## Resultater
| Parti                                       | Stemmer                                                      | %                                                            | 2002                                                         | 2005                                                         |
| ------------------------------------------- | ------------------------------------------------------------ | ------------------------------------------------------------ | ------------------------------------------------------------ | ------------------------------------------------------------ |
| Socialistisk Parti (PS)                     | 2.588.312                                                    | 45,03%                                                       | 96                                                           | 121                                                          |
| Portugals Socialdemokratiske Parti(PSD)     | 1.653.425                                                    | 28.77%                                                       | 105                                                          | 75                                                           |
| Demokratisk Enhedskoalition (CDU)           | 433.369                                                      | 7,54%                                                        | 12                                                           | 14                                                           |
| CDS – Partido Popular (CDS–PP)              | 416.415                                                      | 7,24%                                                        | 14                                                           | 12                                                           |
| Venstre blok (BE)                           | 364.971                                                      | 3,6%                                                         | 3                                                            | 8                                                            |
| Arbejdernes Kommunistiske Parti (PCTP/MRPP) | 48.186                                                       | 0,84%                                                        | 0                                                            | 0                                                            |
| Partido da Nova Democracia                  | 40.358                                                       | 0,70%                                                        | 0                                                            | -                                                            |
| Notater:                                    | Alle partier med mere end 40.000 stemmer medtaget i tabellen | Alle partier med mere end 40.000 stemmer medtaget i tabellen | Alle partier med mere end 40.000 stemmer medtaget i tabellen | Alle partier med mere end 40.000 stemmer medtaget i tabellen |